# Museo Interactivo de la Historia de Lugo

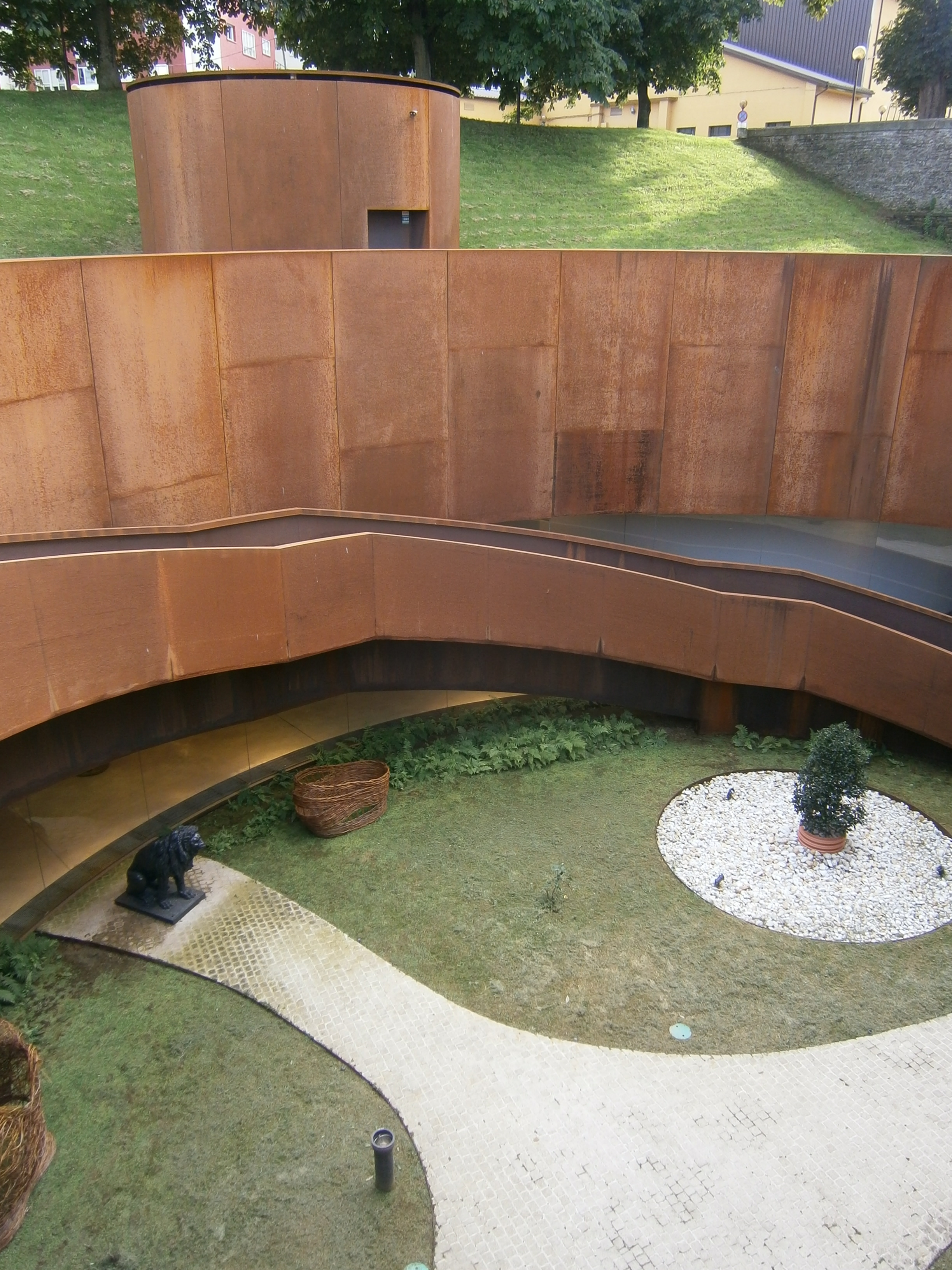
Museo Interactivo de la Historia de Lugo

Museo Interactivo de la Historia de Lugo (en gallego Museo Interactivo da Historia de Lugo, MIHL) es un museo que se encuentra en la ciudad de Lugo, Galicia. Se trata de un museo y espacio cultural en el que priman las nuevas tecnologías. Fue inaugurado el 29 de noviembre de 2012, coincidiendo con las fechas de conmemoración del nombramiento de la Muralla de Lugo como Patrimonio de la Humanidad.

## Proyecto

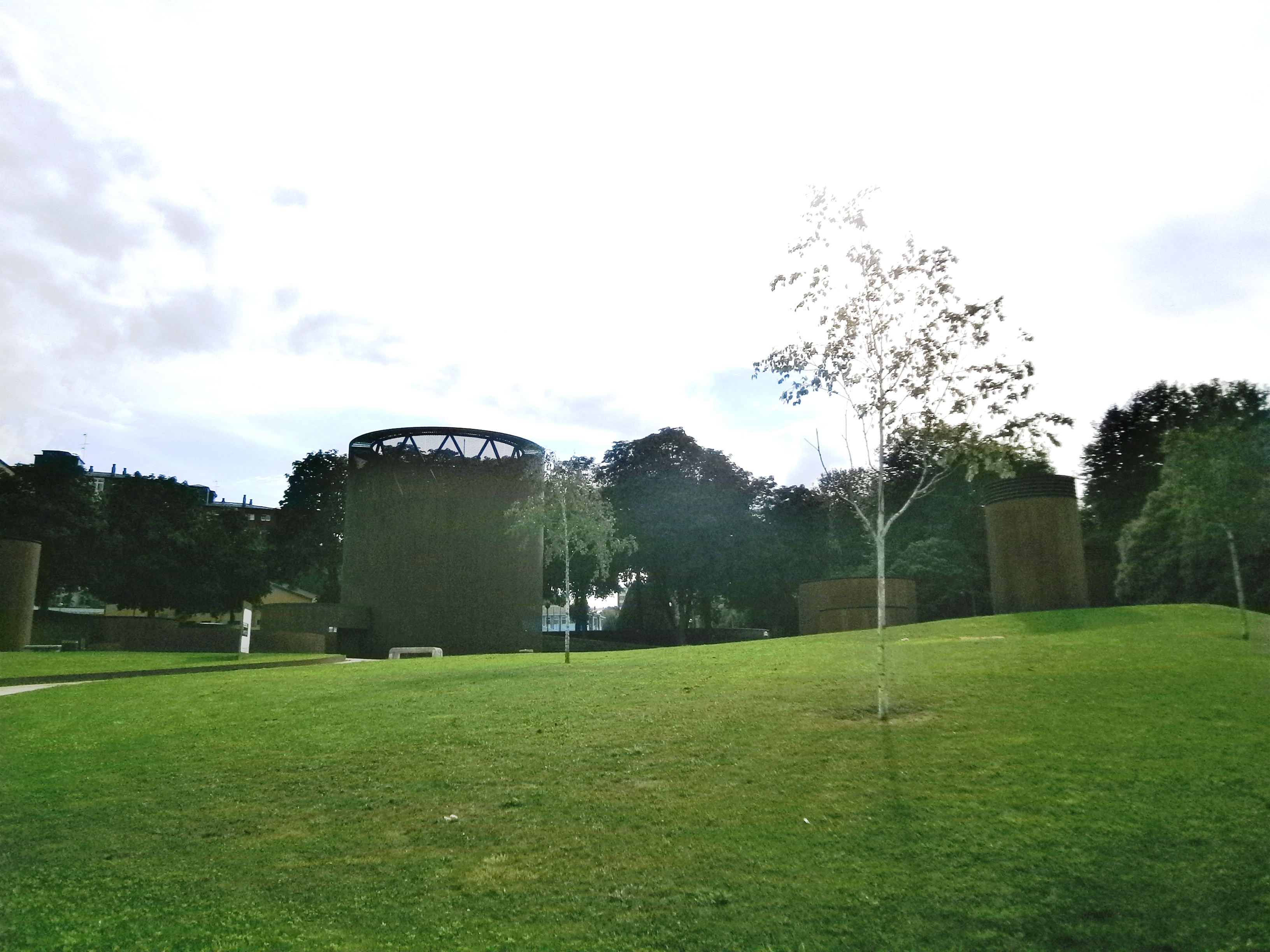
Museo Interactivo de la Historia de Lugo

El proyecto del MIHL llevado por el estudio Nieto Sobejano Arquitectos. El museo tiene un tamaño de 11.000 m² y es subterráneo, siendo la parte superior un jardín. Está situado en el Parque de la Milagrosa, en la zona norte de la ciudad.
Cuenta asimismo con un aparcamiento enterrado de 6.600 metros cuadrados.
El presupuesto estimado para la construcción del edificio fue de 8.759.641 euros.

### Arquitectura
El diseño del museo está inspirado en la Muralla de Lugo. La cubierta superior es un jardín con árboles, en el que aparece un conjunto de patios circulares y una serie de torres cilíndricas. El museo tiene lugar para exposiciones temporales, un escenario, biblioteca, cafetería y tiendas.Tiene calefacción y agua caliente gracias a energía por biomasa.
La estructura exterior es de acero curvado, mientras que en los patios interiores se trata de cristal curvado. Anteriormente había sido un escenario, y el edificio que vemos ahora se inauguró como paisaje para un anuncio de la marca Hyundai.

### Otros artículos
- Lugo